# Ramón Rodríguez (político)
Ramón Rodríguez (n. San Vicente, El Salvador; s/d -  s/d) fue un político salvadoreño que se desempeñó en una ocasión como Presidente de la República de El Salvador del 26 de enero al 1 de febrero de 1850.
Fue elegido como senador propietario del círculo senatorial de San Vicente para las legislaturas de 1848, 1849 y 1850.
Recibió el Poder Supremo don Ramón Rodríguez, el 26 de enero de 1850, por depositó que le hiciera el presidente don Doroteo Vasconcelos, para desvirtuar el dicho de varios impresos, de que su presencia en el poder embargaba, o podía embargar las deliberaciones de los señores Representantes.
En esta misma fecha las cámaras Legislativas en asamblea general declararon reelecto al Presidente Don Doroteo Vasconcelos para el periodo 1850-1851, y como vicepresidente, designado por segunda vez por la suerte, el Licenciado Félix Quiroz; se opusieron a la reelección los señores diputado propietario por Santa Lucía y Olocuilta General Nicolás Angulo, senador Licenciado Francisco Dueñas, diputado por Suchitoto y vicepresidente de la asamblea Cayetano Bosque, diputado Manuel Rafael Reyes, diputado por Metapán Licenciado Francisco Arbizú, Tomás Medina, Fermín Palacios, senador José María San Martín, diputado Manuel Andrade y Miguel Callejas. La protesta se fundaba en que varios diputados eran empleados de gobierno, a quienes la ley no les permitía ser designados para tales cargos.
La Cámara se instaló violando disposiciones terminantes de la ley, sin esperar la reunión de diputados que aún no habían llegado, el mismo día de la instalación. Como a los diputados que protestaron no se les dejó salir del recinto no pudieron hacer una manifestación pública de protesta.
Ramón Rodríguez sancionó la reelección de Doroteo Vasconcelos y Félix Quiroz en el 29 de enero.
El 30 de enero de 1850 las Cámaras Legislativas decretaron elegidos como designados para ejercer el poder supremo, en el presente año, en los casos determinados por la ley y por el orden de sus nombramientos a los señores Senadores Ramón Rodríguez, Miguel Santín del Castillo y Francisco Castro Mesones, Rodríguez sancionó este decreto en el 1 de febrero.
Don Ramón Rodríguez entregó el Poder Supremo el 1 de febrero de 1850.
Pasó a fungir el cargo de senador secretario de la Cámara de Senadores de 1850.
En el 26 de junio de 1851, fue el primero de los vecinos de San Vicente que suscribió una nota de gracias a la administración del presidente Francisco Dueñas.